# Joacine Katar Moreira
Pour les articles homonymes, voir Moreira.
Joacine Elysees Katar Tavares Moreira (née le 27 juillet 1982) souvent appelée Joacine, est une historienne, femme politique portugaise et militante antiraciste.

## Biographie
Née le 27 juillet 1982 en Guinée-Bissau, Katar Moreira vit au Portugal depuis l'âge de 8 ans. Elle obtient la nationalité portugaise par naturalisation en 2003.
Elle a une licence en histoire moderne et contemporaine. Elle a ensuite obtenu un master en études du développement, et un doctorat en études africaines. Elle est mère célibataire et souffre de bégaiement. Fondatrice de l'Institut des femmes noires du Portugal (INMUNE), elle a été la première femme noire à diriger une liste de parti pour les élections législatives de 2019, à savoir la liste électorale de LIVRE pour Lisbonne.
Katar Moreira a été élue membre de l'Assemblée de la République, et son petit parti de gauche a ainsi obtenu son premier siège au Parlement portugais depuis sa création en 2014. Depuis son élection en tant que députée en 2019, Joacine Moreira a été la cible de plusieurs campagnes de désinformation et de diffamation du fait de sa couleur de peau, de son bégaiement et de son origine sur les réseaux sociaux, en particulier sur les pages liées au parti politique d'extrême droite portugais Chega. Elle décide de quitter le parti Libre en janvier 2020 à la suite d'un vote de défiance à son encontre par l’assemblée du parti, qui lui reprochait ses prises de position publiques contraires à celles du parti,.